# Decylamin
Decylamin ist eine chemische Verbindung aus der Gruppe der Alkylamine.

## Gewinnung und Darstellung
Decylamin kann durch katalytische Hydrierung von Decannitril an einem Raney-Nickel-Katalysator gewonnen werden.
Beträgt der Wasserstoffdruck dabei etwa 100 bar, kann eine Ausbeute von 92 % erreicht werden.

## Eigenschaften
Decylamin ist eine sehr schwer entzündbare farblose Flüssigkeit, die sehr schwer löslich in Wasser ist.

## Verwendung
Decylamin kann zur Synthese von Dynamin-Inhibitoren wie Dynole 2-24 sowie als koordinierendes Lösungsmittel bei der Thermolyse von Blei-Piperidin- und Blei-Tetrahydrochinolin-dithiocarbamat-Komplexen zu Bleisulfid-Nanopartikeln verwendet werden. Derivate wie N,N-Dimethyldecylaminoxid werden in Kosmetika eingesetzt.